# 2012年牛津剑桥赛艇对抗赛
第158届牛津剑桥赛艇对抗赛于2012年4月7日举行，是牛津大学和剑桥大学一年一度的并排赛艇比赛，赛道是西南伦敦6.8公里的泰晤士河河道。剑桥队员体重超出对手，外界赛前看好准备阶段表现优异并战胜利安德俱乐部的牛津队。剑桥队擲硬幣胜出后选择萨里侧，比赛期间抗议者特伦顿·奥尔德菲尔德从两队前方河面游过，为免伤人赛事一度暂停。比赛重新开始后，牛津队一人的船浆与剑桥队碰撞后严重受损，牛津队不可能再赶上对手。剑桥队最后以17分23秒赢得比赛，超出牛津队4.25倍艇长。
牛津队一人比赛结束后马上晕倒，所幸后来安然康复。扰乱比赛的奥尔德菲尔德因滋扰公众入狱半年，后来的牛津剑桥赛艇对抗赛加强安保。牛津大学伊西斯赛艇俱乐部在预备赛战胜剑桥队并创下新纪录，女子赛事由剑桥队胜出。

## 背景
牛津剑桥赛艇对抗赛是牛津大学（又称“深蓝”）和剑桥大学（又称“浅蓝”）1829年开始举办的并排赛艇比赛，1845年开始在泰晤士河位于西南伦敦帕特尼至摩特雷克的6.8公里冠军水道举行。比赛是两所大学的重大荣誉项目，引来英国和世界各地媒体争相报道。卫冕冠军牛津队上一年以四倍艇长的显著优势打败对手，但剑桥队历史上共有80次胜出，牛津队76次，另外1877年双方战平。牛津队赛前表现为外界看好，比赛前几周先后战胜利安德俱乐部、莫莱西赛艇俱乐部和23岁以下年龄段的德国国家队。
首届牛津剑桥女子赛艇对抗赛1927年举行，20世纪60年代成为年度赛事，2014年才纳入亨利赛艇对抗赛。女子赛事也在泰晤士河举办，与男子比赛和预备赛在同一天。牛津大学伊西斯赛艇俱乐部和剑桥大学戈尔迪赛艇俱乐部从1965年开始举办预备赛，通常是男子赛艇对抗赛前在潮汐水道举行。

## 选手
2011年12月13日，牛津和剑桥队队员在冠军水道试赛。牛津队的两艘船标以“地狱”和“潮汐”字样，剑桥队用“斗篷”与“匕首”对抗，最后“地狱”和“匕首”胜出。2012年3月5日，正式参赛选手身份在伦敦2012年奥林匹克体育场附近场地正式称重时公布。剑桥队划手只有迈克·索普（Mike Thorp）是英国人，这在史上还是首次。所有选手只有索普与尾桨手队友戴维·尼尔森（David Nelson），以及牛津队五号位卡尔·哈德斯皮斯（Karl Hudspith）曾参与2011年赛事。剑桥队其他队员包含美国人三名，澳大利亚人两名，德国与新西兰各一人，另外舵手埃德·波森（Ed Bosson）也是英国人。牛津队的舵手和四名划手是英国人，第五名划手来自荷兰，另有两名美国人和一名德国人。
剑桥队平均每人要重7.9公斤，舵手波森比牛津队的佐伊·德托莱多（Zoe de Toledo）重六公斤。牛橋交手的历史成绩表明身体偏重更有优势，对此牛津大学赛艇俱乐部主席哈德斯皮斯不以为然。他曾在2011年与队友战胜偏重的剑桥队，称比赛距离很长，身体越重就需要越多体力划完全程。
| 位置                          | 牛津队            | 牛津队   | 牛津队    | 剑桥队                | 剑桥队 | 剑桥队   |
| 位置                          | 姓名              | 国籍     | 体重      | 姓名                  | 国籍   | 体重     |
| ----------------------------- | ----------------- | -------- | --------- | --------------------- | ------ | -------- |
| 船首                          | 莫里茨·施拉姆     | 德国     | 91.8公斤  | 亚历克斯·伍兹         | 英国   | 77.8公斤 |
| 2                             | 杰克·林德曼       | 美国     | 94.6公斤  | 威廉·曾               | 美国   | 82.4公斤 |
| 3                             | 迈克·索普         | 英国     | 91.8公斤  | 凯文·鲍姆             | 美国   | 91.6公斤 |
| 4                             | 戴维·尼尔森（主） | 澳大利亚 | 92.8公斤  | 汉诺·维恩豪森         | 德国   | 93.6公斤 |
| 5                             | 亚历山大·沙普     | 美国     | 95.6公斤  | 卡尔·哈德斯皮斯（主） | 英国   | 92.8公斤 |
| 6                             | 史蒂夫·杜德克     | 美国     | 109.6公斤 | 亚历克斯·戴维森       | 英国   | 94.6公斤 |
| 7                             | 亚历克斯·罗斯     | 新西兰   | 102公斤   | 丹·哈维               | 英国   | 79.6公斤 |
| 尾桨手                        | 尼尔斯·加拉特     | 美国     | 92.2公斤  | 罗尔·海恩             | 荷兰   | 96.8公斤 |
| 舵手                          | 埃德·波森         | 英国     | 55.6公斤  | 佐伊·德托莱多         | 英国   | 49.6公斤 |
| （主）：赛艇俱乐部主席 来源： |                   |          |           |                       |        |          |

## 比赛详情

比赛在冠军水道举行

### 女子赛和预备赛
2012年的女子赛事是剑桥大学女子赛艇俱乐部与牛津大学女子赛艇俱乐部第66次交手，3月25日在亨利赛艇对抗赛上举行。比赛竞争激烈，剑桥队最后以6分38秒取胜，领先仅四分之一艇长。牛津大学欧西里斯俱乐部在女子预备赛打败剑桥大学金发女郎俱乐部。
牛津大学伊西斯俱乐部和剑桥大学戈尔迪俱乐部在4月7日主赛当天的预备赛交手，比赛下午1点45分开始，比主赛早半小时。戈尔迪俱乐部掷硬币胜出后选择萨里侧，比赛开始后外界看好的戈尔迪俱乐部一度领先，但伊西斯俱乐部在富勒姆足球俱乐部至漢默史密斯橋之间的斑榆地追上，到迈尔点（Mile Post）时牛津队已领先半个艇长，并在到达漢默史密斯橋时把优势扩大到一倍艇长。此后伊西斯俱乐部继续拉开距离，以五倍艇长的显著优势夺冠，6分41秒的时间比原有纪录要快7秒之多。

### 主赛

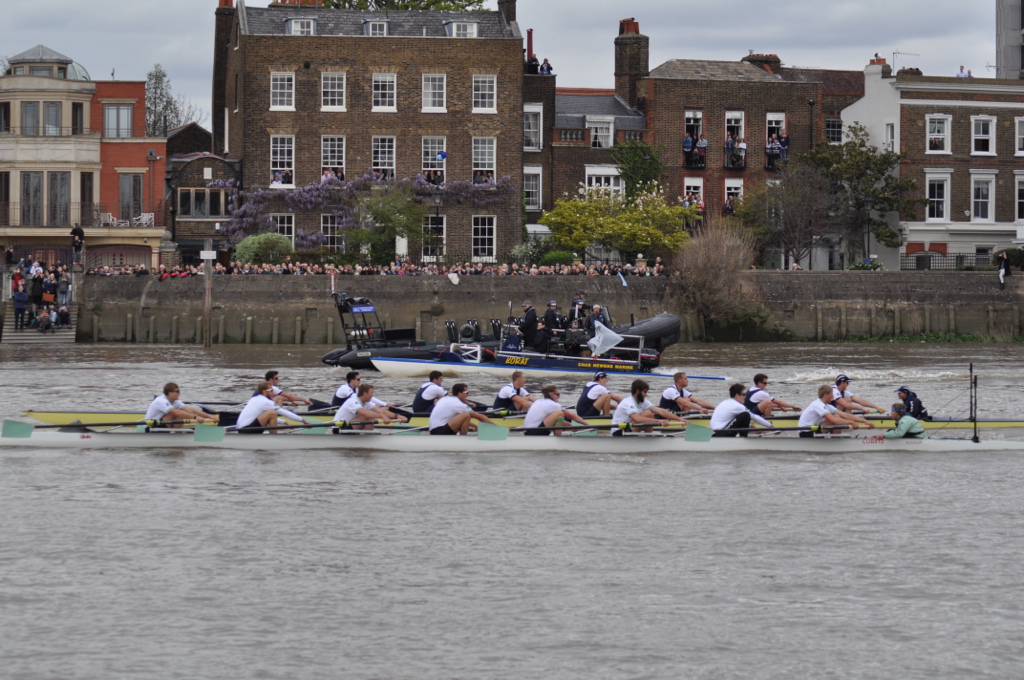
剑桥队（前方）与牛津队在漢默史密斯橋附近并驾齐驱

第158届牛津剑桥赛艇对抗赛由Xchanging赞助，2012年4月7日下午2点15分开始，天气多云且有轻风小雨。比赛裁判约翰·加勒特（John Garrett）曾在20世纪80年代三度代表浅蓝队参赛，是队伍划手。剑桥队擲硬幣胜出后选择萨里侧，牛津队只能在外弯道更长的米德尔塞克斯侧。两队在富勒姆足球俱乐部和漢默史密斯橋并驾齐驱，但靠近奇西克码头时助理裁判马修·平森特（Matthew Pinsent）发现水中有人并向加勒特示警，后者暂停比赛。水中人叫特伦顿·奥尔德菲尔德（Trenton Oldfield），是反对精英阶层的示威者，他已游到逼近最后弯道的赛艇前，差一点就要撞上。倫敦警察廳发言人称“他们差点儿把他脑袋撞掉”。这是牛津剑桥赛艇对抗赛史上第二次比赛中止，上一次是2001年。人们把奥尔德菲尔德拉上裁判的船，随后他被戴上手铐并逮捕。
约30分钟后，加勒特认为两队都距暂停时的位置很近，宣布比赛继续。但不到一分钟后两队就因距离太近划浆碰撞，裁判警告牛津队后六号队员汉诺·维恩豪森（Hanno Wienhausen）的浆断成两半。广播录像显示年牛津队舵手德托莱多向裁判挥手并大喊，称事故发生时双方前进不足百米，应该停止比赛。但牛津剑桥赛艇对抗赛无需遵守國際划船聯盟制定的规则，加勒特没有同意，牛津队再无胜算。剑桥队拉开距离，最后以4.25倍艇长的显著优势获胜，合计耗时17分23秒。

## 反响

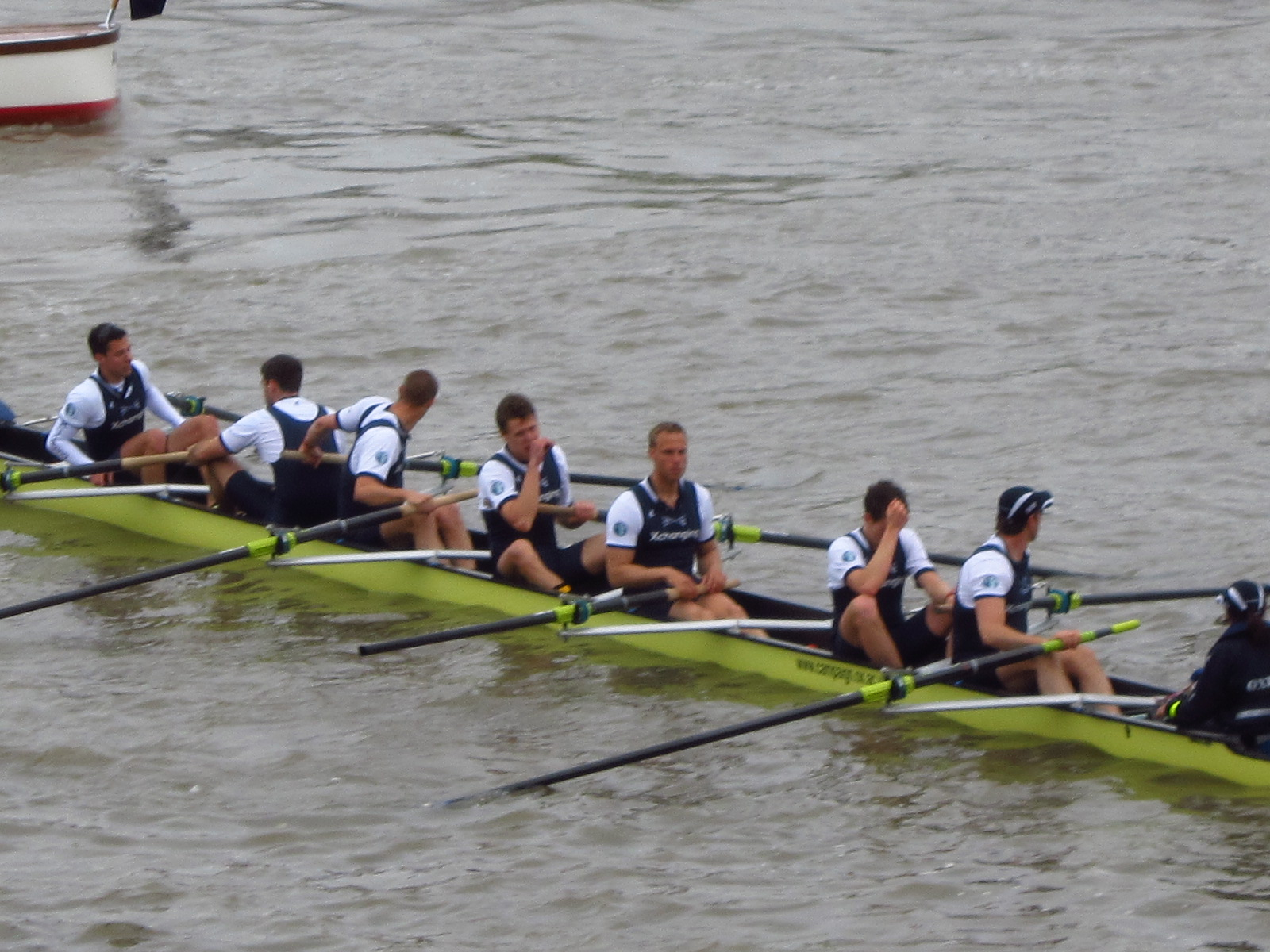
比赛结束后的牛津队，可以看到断掉的划浆

### 赛后反响
德托莱多赛后马上找上裁判，双方激烈争论牛津队船浆折断后是否应该中止并重新开始比赛，加勒特最后举起白旗，表示比赛结果有效，纠缠断浆问题毫无意义。他在赛后的正式声明表示：“双方距离太近而碰浆不是剑桥队的错，牛津队要承担后果，申诉中没有任何实质内容足以改变上述事实”。
众人目光都在关注德托莱多的申诉时，牛津队船首亚历克斯·伍兹（Alex Woods）突然晕倒，众人把他挪到岸边治疗后送往查令十字医院，所幸他在医院完全康复。牛津队教练肖恩·鲍登（Sean Bowden）认为，断浆后伍兹竭尽全力，甚至超出个人承受极限。授奖仪式因事故和大家对伍兹身体的担忧取消，伍兹事后为导致庆祝活动取消向剑桥队选手和教练致歉，感谢他们富于体育精神的举动。牛津大学赛艇俱乐部主席尼尔森表示“难受，比赛结束时大家真情流露，回想起来有些庆祝活动实在显得好笑”，他的教练史蒂夫·特拉普莫尔（Steve Trapmore）表示：“谁都不想以这种情况取胜”。
《觀察家報》称这是牛津剑桥赛艇对抗赛“史上最离奇、最戏剧化的比赛”；《每日电讯报》认为剑桥的胜利毫无意义，比赛根本没有价值。英國奧林匹克協會主席、前英国体育部大臣、大学蓝级运动员科林·莫伊尼汉（Colin Moynihan）表示，比赛“毁于……拿生命冒大险的疯子之手”。

### 特伦顿·奥尔德菲尔德
奥尔德菲尔德来自澳大利亚，自称要“抗议英国社会不平等，精英文化，政府削减、挤压公民自由”。牛津队二号威廉·曾（William Zeng）谴责他是“人类之耻”，哈德斯皮斯的推文写道：“队员经历七个月地狱集训，这本是我们事业的巅峰，但全被（奥尔德菲尔德）毁了”。奥尔德菲尔德曾就读悉尼英格兰教会文法学校、悉尼大學和倫敦政治經濟學院，还是皇家文藝學會会员，他在比赛次日发推自称“曾深陷精英组织，我很了解他们。我抗议他们的不公——随便去问认识我的人吧”。奥尔德菲尔德还在博客自比1913年葉森打吡大賽时跑到国王马前，最后伤重不治的妇女参政论者埃米莉·戴維森。后来他对选手和观众表示同情，但坚称不后悔他的行为，还称如果没有采取这等抗议行动会感觉没有脸面继续为人。2012年10月，法庭判处奥尔德菲尔德因滋扰公众罪名成立入狱半年，并支付750英镑审判开支。2013年6月，英國內政部声称他留在英国对公共利益不利，拒绝他继续居留。奥尔德菲尔德的夫人是印度人，她2013年12月提出上诉，自称人身安全在澳大利亚得不到保障，最后内政部的驱逐令撤销。奥尔德菲尔德的行径导致2013赛事开始加强安保，英國皇家海軍陸戰隊、其他安全机构和伦敦警察厅海警队派人现场关注。